# Archetingis
Archetingis is een geslacht van wantsen uit de familie van de Tingidae (Netwantsen). Het geslacht werd voor het eerst wetenschappelijk beschreven door Montagna et al. in 2018.

## Soorten
Het genus is monotypisch en bevat alleen de volgende soort:

- Archetingis ladinica Montagna et al., 2018